# Martine Cadieu
Pour les articles homonymes, voir Cadieu.
Martine Cadieu, née le 9 mars 1924 à Tunis et morte le 20 octobre 2008 à Paris 16e, est une journaliste, chroniqueuse musicale, poétesse, essayiste et romancière française.

## Biographie
Elle est née le 9 mars 1924, à Tunis.
En 1950, elle publie un premier recueil de poésie, Soif,. Puis un premier roman, La Terre est tendre en 1955. Il est préfacé par Henry de Montherlant. Le roman suivant, Les Morts intérieures,est publié en 1956, suivi de Soleils d'hiver en 1959, couronné en 1960 par l'Académie française (Fondation Broquette-Gonin), Pareil au feu en 1961, Miléna en 1966, Un été sans mémoire en 1971) et L'Amoureuse en secret en 1975. Puis, plus tard, Vénus de la mer, illustré par Carzou en 1990. En 1975, un de ses recueils de poésie, La Mémoire amoureuse, est préfacé par René Char. Et en 2000, elle publie un nouveau recueil de poésie, La Voix du soleil. Entretemps, elle se marie en 1980 avec le comédien Albert de Médina. Elle intervient dans différents périodiques comme spécialiste des enfants et de la danse, puis en tant que chroniqueuse musicale, dont Les Lettres françaises, Les Nouvelles littéraires, Combat, la revue Europe, etc. 
Elle intervient également à la télévision (pour des documentaires consacrés à des peintres et des musiciens) et, plus encore, à la radio.
Elle réunit des entretiens avec des musiciens dans le volume À l'écoute des compositeurs, publié en 1992, consacre un essai à Mozart en 1984, et à Manuel de Falla, Carré Musique, en 2001. Elle publie aussi en 2007 des entretiens avec Henri Dutilleux, Constellations.
Elle se casse le col du fémur en 2004 en tombant dans un escalier. Ce qui explique probablement qu'elle ne se soit pas relevée d'une  nouvelle chute, chez elle, le 20 octobre 2008. Elle est incinérée le 24 octobre 2008 au crématorium du cimetière du Père-Lachaise à Paris.

## Œuvres

### Poésies
- Soif, 1950
- La Mémoire amoureuse, Mortemart, France, Rougerie Éditions, préface de René Char, 1975, 52 p. (BNF 35285369)
- Silencieuses lumières, Mortemart, France, Rougerie Éditions, préface de Robert Mallet, 1986, 44 p. (BNF 34872335)
- Venus de la mer, ill. de Carzou, Mortemart, France, Rougerie Éditions, 1990, 67 p. (BNF 35280176)
- La Voix du soleil. (Suite vénitienne), Charlieu, France, La Bartavelle Éditeur, 2000, 78 p.  (ISBN 978-2-87744-654-9)

### Romans
- La Terre est tendre, Paris, Éditions Calmann-Lévy, préface de Henry de Montherlant, 1955, 273 p. (BNF 31896535)
- Les Morts intérieures, Paris, Éditions Calmann-Lévy, 1956, 259 p. (BNF 31896533) - prix Del Duca 1957
- Soleils d’hiver, Paris, Éditions Gallimard, coll. « Blanche », 1959, 206 p. (BNF 37064544) - Prix Broquette-Gonin de l’Académie française 1960
- Pareil au feu, Paris, Éditions Gallimard, coll. « Blanche », 1961, 222 p. (BNF 32937814)
- Miléna, Paris, Éditions Gallimard, coll. "Blanche", 1966, 150 p. - Rééd. FeniXX.
- Un été sans mémoire, Paris, Éditions Robert Laffont, 1971, 239 p. (BNF 35212722)
- L’Amoureuse en secret, Paris, Éditions Gallimard, coll. « Blanche », 1975, 211 p. (BNF 34565829)

### Essais et biographies
- Janine Solane, Paris, Presses littéraires de France, coll. « Danseurs et danseuses », 1951, 20 p. (BNF 31896531)
- Lycette Darsonval, Paris, Presses littéraires de France, coll. « Danseurs et danseuses », 1951, 19 p. (BNF 31896532)
- Rosella Hightower, Paris, Presses littéraires de France, coll. « Danseurs et danseuses », 1951, 19 p. (BNF 31896534)
- Rencontres avec Pierre Boulez, présentation, Paris, Genève, Éditions Statkine, 1982, 259 pages
- Pierre Boulez, Madrid Espasa-Calpe 1985 126 pages
- Wolfgang Amadeus Mozart, Paris, Éditions Seghers, coll. « Musiciens de tous les temps », 1991, 187 p.  (ISBN 2-232-10382-X)
- À l’écoute des compositeurs. Entretiens, 1961-1974, (Igor Stravinsky, Luciano Berio, Pierre Boulez, Olivier Messiaen, Iannis Xenakis), Paris, Éditions Minerve, 1992, 283 p.  (ISBN 2-86931-057-9)
- Présence de Luigi Nono, Paris, éditions Promusica, 1995, 187 p.
- Manuel de Falla, 1876-1946. Le Magicien, Anglet, coll. « Carré musique », France, Séguier, 2001, 157 p.  (ISBN 2-84049-253-9)
- Constellations. Entretiens, avec Henri Dutilleux, Paris, Éditions Michel de Maule, 2007, 168 p.  (ISBN 978-2-87623-181-8)

## Décorations
- Officier de l'Ordre national du Mérite
- Chevalier des Arts et des Lettres

## Distinctions
- Médaille d'argent de la Ville de Paris
- Prix de la Société des gens de lettres
- Médaille Janacek
- Médaille de l'année musicale tchèque
- Médaille de l'encouragement au progrès
- Prix de la littérature musicale de L'Académie Charles Cros 1995

## Postérité
« Nous sommes, sans nul doute, devant une nature » (Henry de Montherlant)